# Creu de la Marina
La Creu de la Marina (anglès: Navy Cross) és la segona màxima condecoració que pot atorgar la Marina dels Estats Units, així com la segona màxima condecoració atorgada per valor. Normalment només és atorgada als membres de la Marina, del Cos de Marines i dels Guarda Costa, però pot atorgar-se a totes les branques de la milícia. Va ser instituïda per una acta del Congrés del 4 de febrer de 1919. La Creu de la Marina és equivalent a la Creu del Servei Distingit i a la Creu de la Força Aèria
És atorgada a oficials i tropa de la Marina, el Cos de Marines i els Guarda Costa (només en temps de guerra) que es distingeixen per l'extraordinari heroisme, amb perill i risc personal, però que no justifica la Medalla d'Honor. L'acció ha de tenir lloc en una de les següents circumstàncies:
1. Mentre servia en acció contra un enemic dels Estats Units
2. Mentre servia en operacions militars en un conflicte amb una força estrangera opositora
3. Mentre servia amb forces enemigues amigues en un conflicte armat en el qual els Estats Units no són una part bel·ligerant.

Per obtenir una Creu de la Marina l'acció ha de realitzar-se en presència de gran perill o amb un gran risc personal, i ha de realitzar-se de manera que sigui mereixedora de rebre la màxima condecoració entre d'altres d'igual grau, ranc, experiència o posició de responsabilitat. Una acumulació d'accions menors d'heroisme no justifiquen la concessió de la Creu de la Marina. Originalment podia concedir-se per accions distingides fora de combat, però des del 7 d'agost de 1942 va quedar restringida a les accions d'heroisme en combat.

## Orde de Precedència
Originalment, la Creu de la Marina era la tercera màxima condecoració naval després de la Medalla d'Honor i de la Medalla del Servei Distingit a la Marina. Amb la reforma del 7 d'agost de 1942 es revisà l'orde de precedència, fent que la Creu de la Marina fos superior a la Medalla del Servei Distingit. Des d'aquell moment, la Creu de la Marina es llueix després de la Medalla d'Honor i abans que tota la resta de condecoracions.

## Disseny
La Creu de la Marina és una creu pattée en bronze amb les puntes arrodonides. Entre els braços de la creu apareixen branques de llorer. Al centre de la creu hi ha un medalló, navegant cap a occident. El vaixell és una caravel·la de les que s'usaven entre 1480 i 1500, que representa tant el servei naval com la tradició marinera. Les branques de llorer es refereixen als èxits.
Al revers, sobre el medalló apareixen 2 àncores creuades de l'època de 1850, lligades per cables. En mig de les àncores apareixen les lletres USN.
Penja d'una cinta blau marí amb una franja central blanca. El blau al·ludeix al servei naval, i el blanc representa la puresa.
Les condecoracions posteriors s'indiquen mitjançant estrelles de 5 puntes daurades sobre el galó. Cada 5 estrelles se substitueixen per una platejada.
La creu va ser dissenyada per James Earl Fraser.

## Receptors notables

### Marina dels Estats Units
| - Barry K. Atkins - William B. Ault - Matthew Axelson - John "Jack" "Doc" Bradley - Phil H. Bucklew (dues concessions) - John D. Bulkeley - Charles P. Cecil (dues concessions) - Gordon Pai'ea Chung-Hoon - George Thomas Coker - William Michael Crose, 7è Governador de la Samoa Americana - Randy "Duke" Cunningham - Roy Milton Davenport (cinc concessions) - Albert David (dues concessions) - Samuel David Dealey (quatre concessions) - Dieter Dengler | - Danny Dietz - Glynn R. "Donc" Donaho (quatre concessions) - William P. Driscoll - Joseph F. Enright - Eugene B. Fluckey (quatre concessions) - James Shepherd Freeman - William F. Halsey, Jr. - John Howard - Joseph P. Kennedy, Jr. - Ernest J. King - George Landenberger, 23è Governador de la Samoa Americana - John H. Lang - Gatewood Lincoln, 22è Governador de la Samoa Americana - Marcus Luttrell - Harold John Mack - David McCampbell - Pete McCloskey | - Doris "Dorie" Miller (primer receptor afroamericà) - Marc Mitscher (dues concessions) - Edward "Butch" O'Hare - Richard H. "Dick" O'Kane (tres concessions) - Edwin Taylor Pollock - George S. Rentz - Samuel B. Roberts - Dean Rockwell - Tony F. Schneider (dues concessions) - Rodger W. Simpson (dues concessions) - Raymond A. Spruance - Ronald Niel Stuart, primer oficial de la Royal Navy en rebre la Creu de la Marina americana i la Creu Victòria britànica. - Corydon M. Wassell - Adam Williams (actor) |

### Cos de Marines dels Estats Units
| - Remi A. Balduck - John Basilone - Gregory "Pappy" Boyington - Brian Chontosh - Daniel Joseph "Dan" Daly - Ray Davis | - William A. Eddy - Merritt A. "Red Mike" Edson (dues concessions) - Guy Gabaldon - Bradley Kasal - William Edward Campbell March - Rafael Peralta - Lewis "Chesty" Puller (cinc concessions) | - Raymond Murray (dues concessions) - Ken "Kannibal Ken" Reusser (dues concessions) - John Ripley - William H. Rupertus - Harry Schmidt - Alexander Vandegrift - Lew Walt (dues concessions) - James H. Webb |

### Guarda-costes dels Estats Units
| - Frederick C. Billard |

### Receptors no-americans
El Secretari de la Marina ha concedit la Creu de la Marina a ciutadans no americans. Aquest honor s'ha concedit en poc més d'un centenar d'ocasions, entre ells:
- Gordon Bridson (1943).[1]
- Ernesto Burzagli (1919)
- Harold Farncomb (1945).[2]
- Israel Fisanovitx (1944), Marina Soviètica[3]
- Peter Phipps, (1943).[4]
- Ronald Niel Stuart (1917).[5]